# 951 (číslo)
Devět set padesát jedna je přirozené číslo. Římskými číslicemi se zapisuje CMLI a řeckými číslicemi ϡνα´. Následuje po čísle devět set padesát a předchází číslu devět set padesát dva.

## Matematika
951 je:
- Deficientní číslo
- Složené číslo
- Poloprvočíslo
- Nešťastné číslo

## Astronomie
- (951) Gaspra je planetka hlavního pásu, kterou objevil v roce 1916 Grigorij Nikolajevič Neujmin
- NGC 951 je spirální galaxie s příčkou v souhvězdí Velryby

## Roky
- 951
- 951 př. n. l.